# Ferdinand von Pistorius

Ferdinand Pistorius. Öl auf Leinwand um 1793. Ausschnitt eines Gemäldes angefertigt durch Philipp Friedrich Hetsch

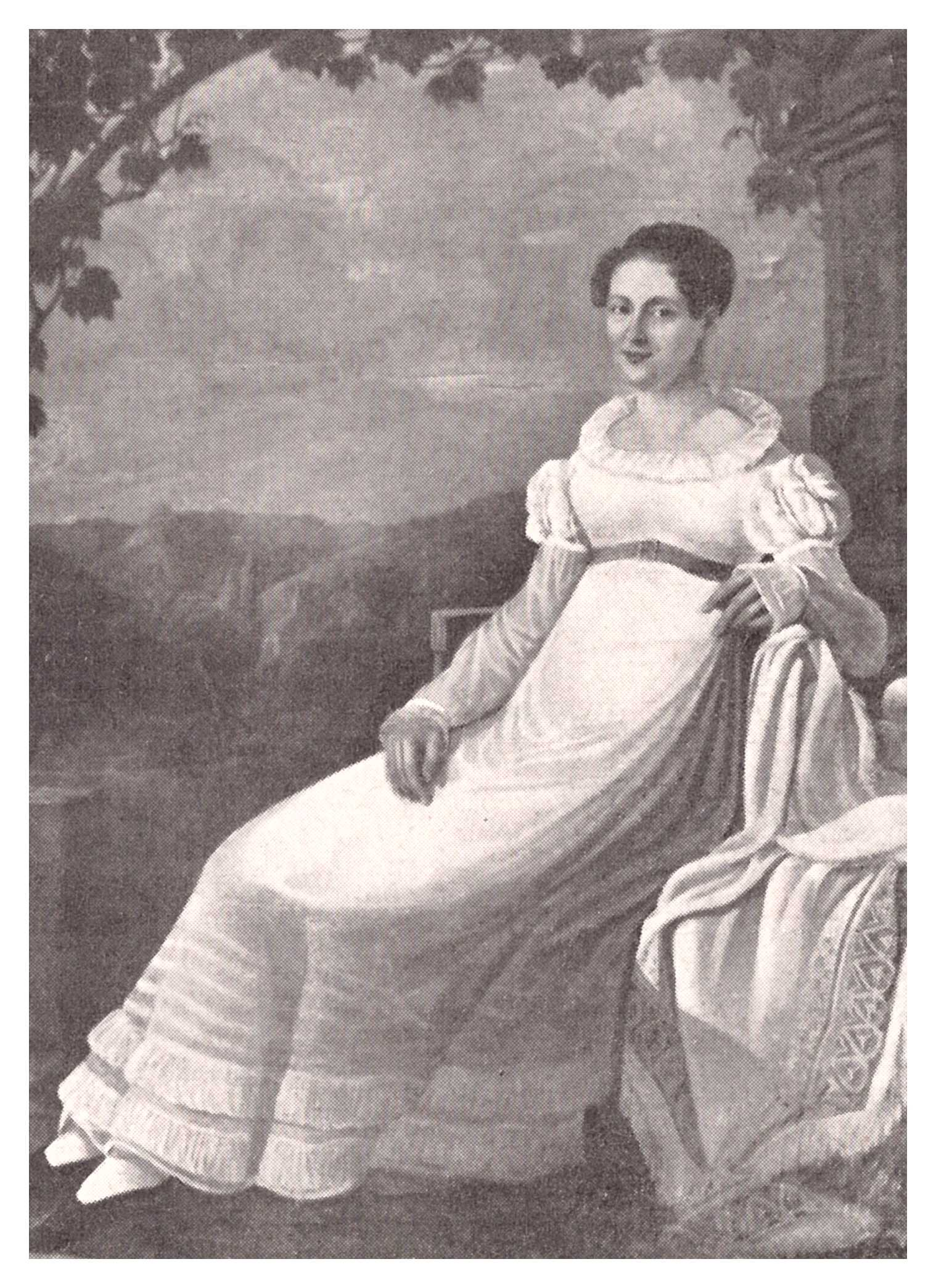
Ferdinand von Pistorius zweite Frau Eleonore ging als Seegassenkönigin in die Geschichte der Stadt Stuttgart ein

Johann August Ferdinand Pistorius, ab 1818 von Pistorius, (* 16. Oktober 1767 in Heidenheim an der Brenz; † 11. September 1841 in Stuttgart) war ein württembergischer Hofrat und Politiker.

## Herkunft
Ferdinand Pistorius war der Sohn des Oberamtmanns Johann Christoph Gottlieb Pistorius (1732–1806) und der Susanne Jakobine Friederike geb. Neuffer (1739–1810). Er hatte sieben Geschwister, darunter den Oberamtmann Johann Karl von Pistorius und den Regierungsrat Johann Gottlieb Pistorius.

## Leben und Beruf
Ferdinand von Pistorius besuchte die Schule in Göppingen und studierte dann am Tübinger Stift. Im März 1798 wurde er Erzieher des Prinzen Paul von Württemberg in Erlangen, von 1800 bis Oktober 1803 des Prinzen Wilhelm von Württemberg, des späteren Königs Wilhelm I. von Württemberg. 1803 wurde er dann Regierungsrat, später Hofrat in Stuttgart. 1805 wurde Pistorius Mitglied des Lokalwohltätigkeitsvereins in Stuttgart und ab 1808 dessen Präsident. 1820 wählte ihn der Landtag zum Mitglied des Württembergischen Staatsgerichtshofes. 1830 ernannte man ihn zum geheimen Legationsrat.

## Politik
Pistorius war von 1815 bis 1817 für den Oberamtsbezirk Lorch Mitglied der Ständeversammlungen und 1819 für den Oberamtsbezirk Welzheim. Von 1821 bis 1831 gehörte er der Zweiten Kammer des württembergischen Landtags an, die auch als Kammer der Abgeordneten bezeichnet wurde. 

## Familie
1803 heiratete Ferdinand von Pistorius in erster Ehe die junge Witwe Emilie Vischer geb. Feuerlein (1776–1816) aus Calw, eine Tochter des Regierungsrates und Geheimen Kabinettsekretärs Carl Friedrich Feuerlein (1730–1808) und seiner Gemahlin Auguste Franziska, geborene Fischer. Aus erster Ehe mit Johann Martin Vischer hatte Emilie drei Kinder mitgebracht. Ferdinand und Emilie hatten sieben Kinder. Eine zweite Ehe ging Ferdinand von Pistorius 1819 mit Eleonore Feuerlein (1790–1870) ein. Sie war eine Schwester seiner ersten Frau. Eleonore Pistorius geb. Feuerlein machte das Haus ihres Vaters Feuerlein und ihres Mannes Pistorius in der Stuttgarter Seegasse (heute Friedrichstraße 46) zu einer Pflegestätte von Kunst und Bildung in Stuttgart und ging als Seegassenkönigin in die Stuttgarter Stadtgeschichte ein. Das Haus der Seegassenkönigin war von ihrem Onkel, dem Hofarchitekten Reinhard Fischer, errichtet worden, musste aber später dem im Zweiten Weltkrieg zerstörten Gebäude der 1869 gegründeten Württembergischen Vereinsbank weichen.

## Ehrungen
- 1818 Ritterkreuz des  Ordens der Württembergischen Krone,[4] womit der persönliche Adelstitel (Nobilitierung) verbunden war
- 1834 Kommenturkreuz des Ordens der Württembergischen Krone